# Heidi Mahler
Heidi Mahler (Weihe, 31 januari 1944) is een Duitse actrice.

## Jeugd en opleiding
Heidi Mahler is de dochter van de Hamburgse actrice Heidi Kabel en de Ohnsorg-Theater-intendant Hans Mahler. Op 17-jarige leeftijd startte ze een opleiding aan de hogeschool voor toneel en beeldende kunst bij Eduard Marks.

## Carrière
Haar eerste rol in het hoofdprogramma van het Ohnsorg-Theater speelde ze in De vergnögte Tankstell (1964). Ze was ook te zien in vele tv-opnamen, waaronder Verteufelte Zeiten en Kein Auskommen mit dem Einkommen. Daarnaast werkte ze, net als de overige acteurs van het theater, mee aan hoorspelen van de NDR en Radio Bremen. Heidi Mahler is tot vandaag de dag lid van het gezelschap van het Ohnsorg-Theater.

## Privéleven
Mahlers eerste echtgenoot, waarmee ze in 1969 getrouwd was, was de piloot Klaus Wischmann. In haar tweede huwelijk van 1981 tot 1985 was ze getrouwd met de acteur Jürgen Pooch. Sinds 1986 woont ze samen met de in Düsseldorf geboren acteur en regisseur Michael Koch.

## Filmografie
- 1968: Otto und die nackte Welle
- 1969: Klein Erna auf dem Jungfernstieg
- 1991: Großstadtrevier – Katzenjani
- 1992: Mutter und Söhne (tv)
- 1997: Großstadtrevier – Jens, 7 Jahre
- 2004: Zwei Millionen suchen einen Vater
- 2007: Hände weg von Mississippi
- 2011: Großstadtrevier – Zack, Zack!

## Stukken
- Schneider Nörig (1969)
- Für die Katz (1974)
- Tratsch op de Trepp (1974)
- Die Königin von Honolulu (1965/1966 en 1975/1976)
- Wenn der Hahn kräht (1976)
- Mudder Mews (1977)
- Lotte spielt Lotto (1980)
- Ein Mann ist kein Mann (1989)
- De Witwenclub
- Up Düvels Schuvkar
- Thea Witt maakt nich mit
- Dat Hörrohr
- Rum aus Jamaika
- Frauen an Bord
- Wenn Du Geld hast
- Verteufelte Zeiten
- Der Lorbeerkranz
- Oh diese Eltern
- Der schönste Mann von der Reeperbahn
- Zwei Engel
- Die Venus von Müggensack
- Kein Auskommen mit dem Einkommen
- Ein Mann mit Charakter
- Willems Vermächtnis
- Das Kuckucksei
- Rund um Kap Hoorn' (Eine lustige Küstenfahrt)
- Die Chefin
- Frau Pieper lebt gefährlich
- Das Herrschaftskind
- Frühstück bei Kellermann
- Eine gute Partie
- Wenn ik du weer
- Der Weiberhof
- Der Ritter aus Taiwan
- Dat Schörengericht

## Hoorspelen
- 1963: Duppelt Spill – Regie: Rudolf Beiswanger
- 1963: Küselwind – Regie: Rudolf Beiswanger
- 1964: Dag und Nacht – Regie: Niet aangegeven
- 1964: Dat gefährliche Öller – Regie: Rudolf Beiswanger
- 1964: Schatten op'n Weg – Regie: Heinz Lanker
- 1965: Ole Kunst un junge Leev – Regie: Heinz Lanker
- 1965: De Seelenköper – Regie: Friedrich Schütter
- 1967: De Nixenkomödie – Regie: Hermann Lenschau
- 1968: Seils in'e Nacht – Regie: Heinz Lanker
- 1969: De Pietsch – Regie: Heini Kaufeld
- 1969: Sommerleev – Regie: Otto Lüthje
- 1969: Dat Wulkenhus – Regie: Rudolf Beiswanger
- 1969: De Weg weer wiet – Regie: Heinz Lanker
- 1970: Elkeen för sick – Regie: Jochen Schenck
- 1971: De Slankheitskur – Regie: Karl-Heinz Kreienbaum
- 1972: Lanterne – Regie: Heinz Lanker
- 1972: Op jeden Pott paßt'n Deckel – Regie: Heinz Lanker
- 1973: To laat? – Regie: Karl-Heinz Kreienbaum
- 1973: De Schrittmaker – Regie: Heinz Lanker
- 1978: De Saak mit de Wohrheit – Regie: Karl-Otto Ragotzky
- 1979: Söben Tügen – Regie: Curt Timm
- 1982: Dat ole Huus von Tante Gertrud – Regie: Hans Helge Ott
- 1983: Dat nee Huus – Regie: Niet aangegeven
- 1998: Eenmal Camping, jümmer Camping – Regie: Frank Grupe
- 2006: Ünner den Melkwoold (Nederduitse editie van het hoorspel Under Milk Wood van Dylan Thomas) – Regie: Hans Helge Ott

Datum onbekend:
- De Börgermeisterstohl (naar Adolf Woderich) – Regie: Heinz Lanker
- Lege Fründschopp – Regie: Jochen Rathmann
- Dat Lock in de Gerechtigkeit (naar Karl Bunje) – Regie: Hans Tügel
- De verloren Wiehnachtssteern – Regie: Günther Siegmund

- Gemeinsame Normdatei: 134452674
- International Standard Name Identifier: 0000 0000 5732 1586
- Virtual International Authority File: 79628870
- WorldCat: E39PBJmP9FdWqyMh6fyQw3xdQq